# Raumo församling
Raumo församling (finska Rauman seurakunta) är en gemensam församling för staden Raumo och den omgivande landsbygden. Församlingen hör till Nedre Satakunta prosteri inom Åbo ärkestift i Evangelisk-lutherska kyrkan i Finland. År 2020 hade församlingen 28 915 medlemmar. Till församlingen hör även Lappi kapell som nämns 1413 första gången som socken. Lappi torde ha varit ett kapell redan 1495 men nämns som sådant först 1540. Lappi kapell fördes från Euraåminne till Raumo år 1558 men blev 1622 en självständig församling. Lappi anslöts till Raumo församling vid kommunsammanslagningen 2009.
Raumo fick köpstadsrättigheter i början av 1400-talet och utvecklingen mot en stad började då. Kyrkligt administrativt hörde Raumo till Nedre Satakunta, även om Raumo i slutet av 1300-talet hörde till Norra Finlands lagsaga. Tydligen har en första kyrka byggts på 1410-talet som blev ett kapell under Euraåminne. Efter att Raumo hade fått privilegier (1442, 1444) torde Raumo ha blivit en självständig kyrksocken i mitten av 1400-talet. Det första omnämnandet är så sent som 1486.
Enligt traditionen fanns på Reksaari under tidig medeltid en handelsplats som har varit en föregångare till Raumo stad. Platsen torde vara Karttu gård och intill den finns platsen för Kartunkari kapell. Staden Raumo byggdes upp långsamt från Kalatori (Fisktorget) västerut mot den genom landhöjningen undflyende havsstranden. Vid Kalatori fanns den första stadskyrkan byggd i trä. Den gamla Helga Trefaldighetskyrkan brann 1639 eller 1640.
Helga Korsets kyrka är en rest av det forna franciskankonventet norr om staden och har byggts i slutet av 1400-talet. Kyrkans bottenplan är typisk för franciskanerna genom att korets och skeppets bredd är densamma och därtill finns ett smalt sidoskepp. Konventet indrogs 1538 och på konventets område placerades tillfälligt en kungsgård. Konventets kyrka blev efter stadsbranden 1640 stads- och landsförsamlingens gemensamma kyrka.

## Bilder

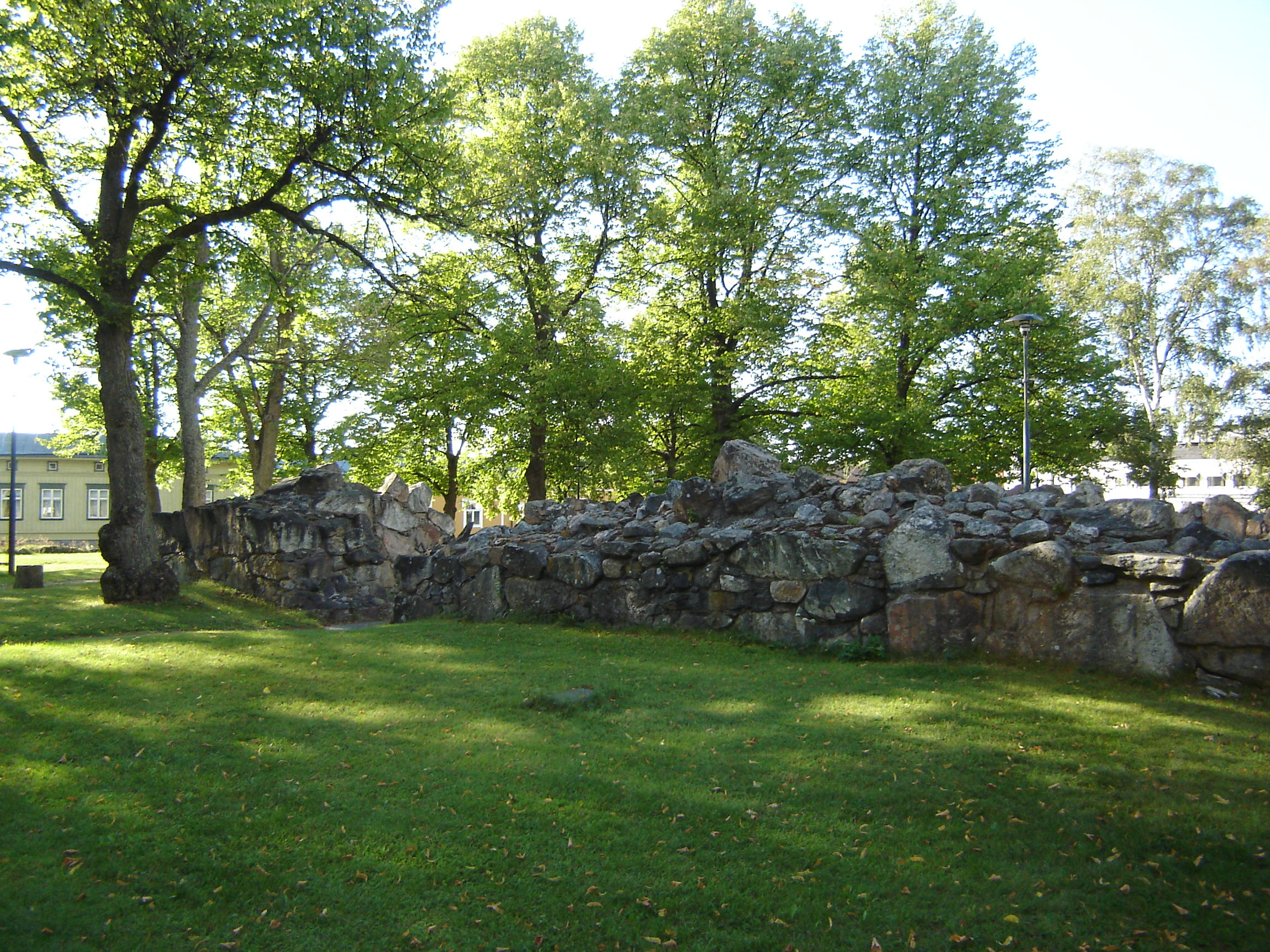
Ruinerna av Helga Trefaldighetskyrkan
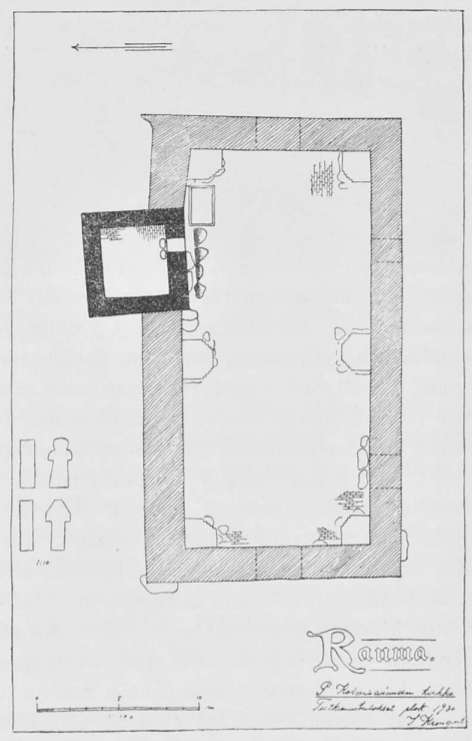
Skiss av Helga Trefaldighetskyrkans plan 1930 (Iikka Kronqvist)
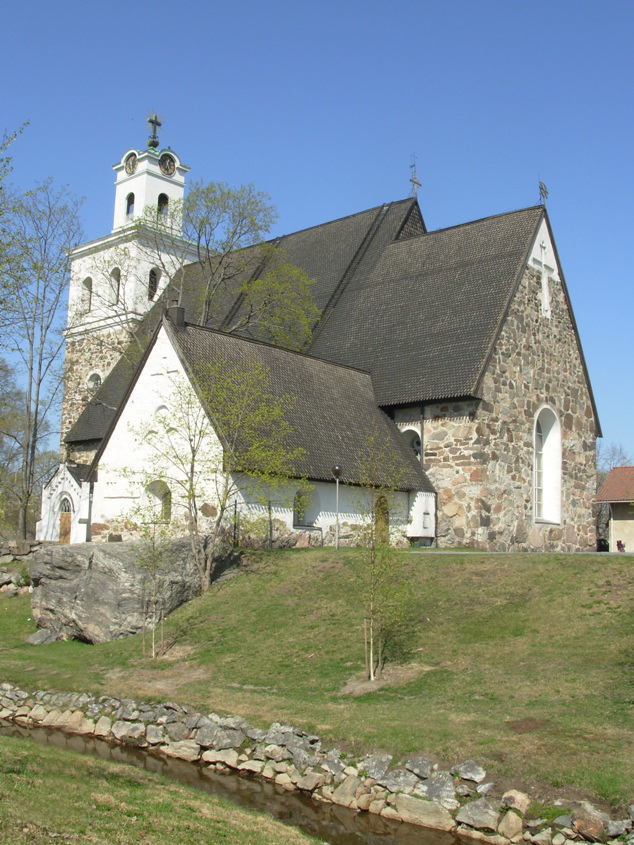
Heliga Korsets kyrka i Raumo
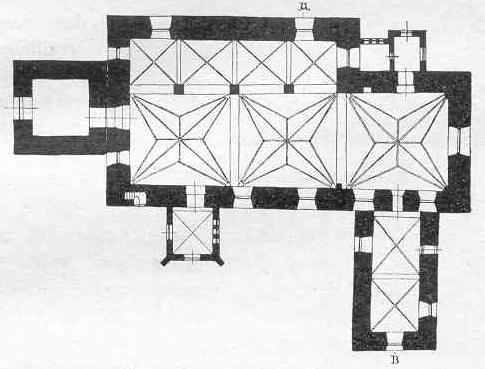
Heliga Korsets kyrkas plan
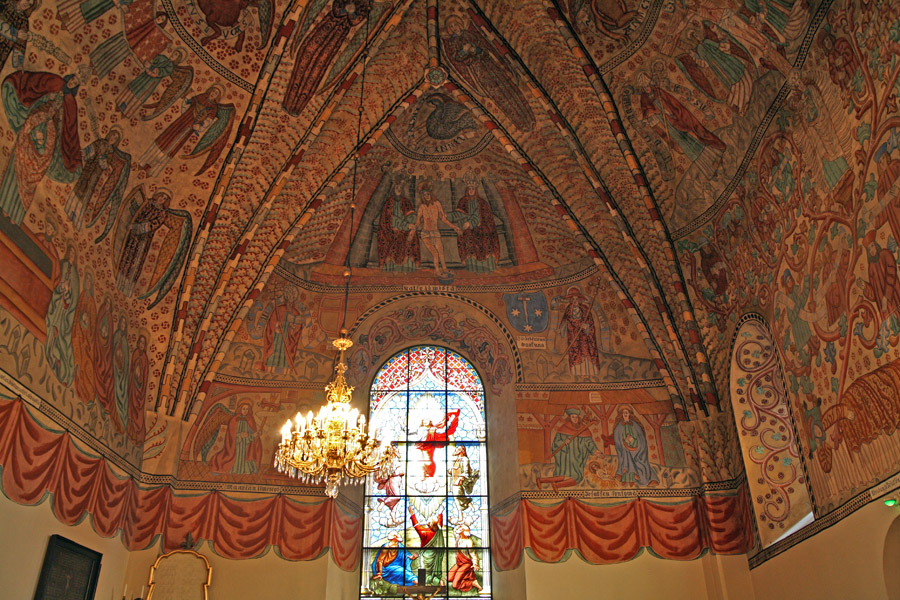
Koret i Heliga Korsets kyrka
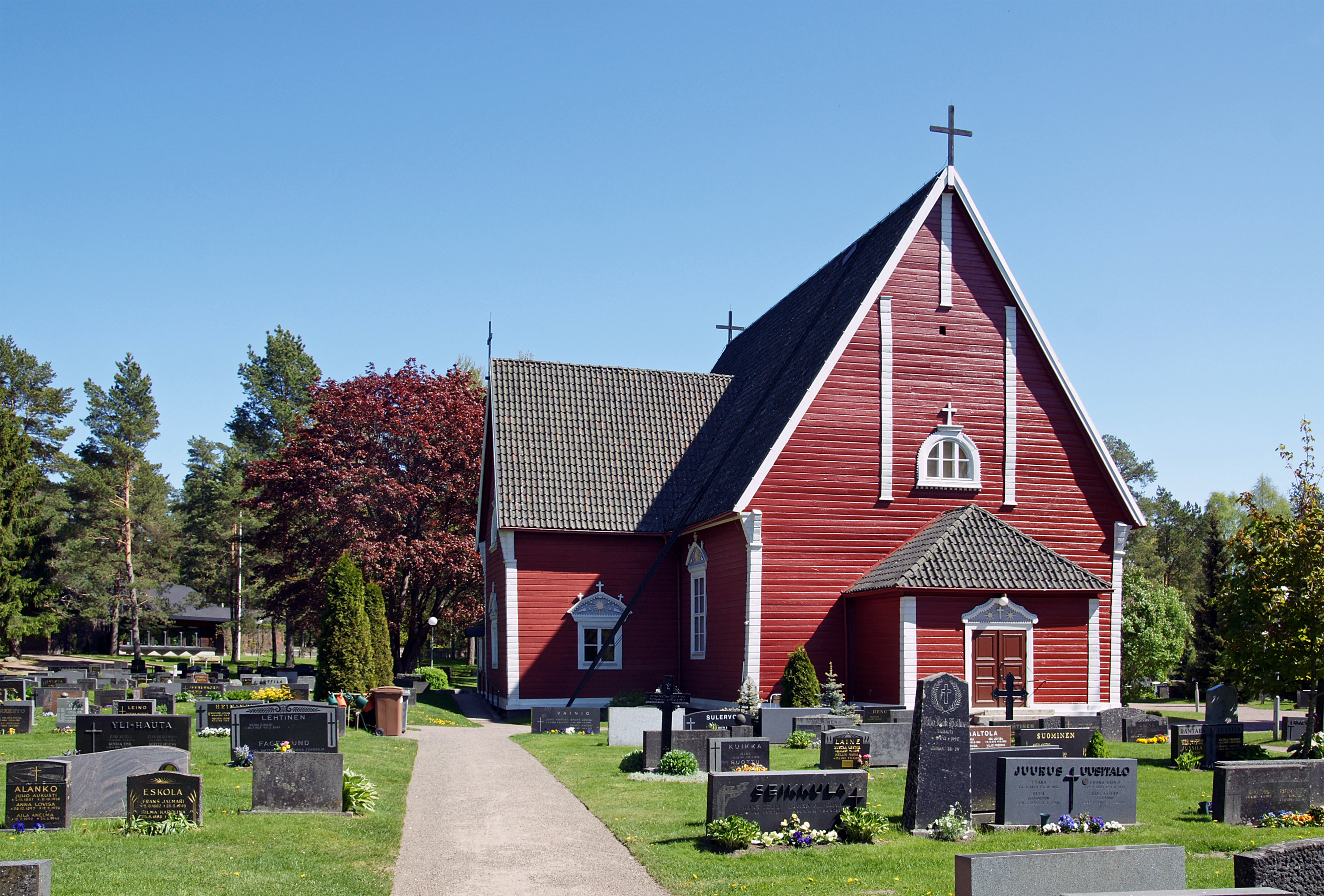
Lappi kyrka från 1760